# Chicha tu madre
Chicha tu madre  es una película dramática peruana-argentina de 2006 dirigida por Gianfranco Quattrini y protagonizada por Jesús Aranda, Tula Rodríguez y Pablo Brichta.

## Argumento
Julio César es un taxista en Lima aunque también hace tiradas del tarot de manera amateur. Cuando descubre que su hija está embarazada, Julio César sabe que es el momento de cambiar su destino. Serán una prostituta y un enfermero argentino quienes le ayudarán a escoger el camino decisivo en su vida.

## Reparto
- Jesús Aranda como  Julio César
- Tula Rodríguez como Katlyn
- Pablo Brichta como Fabián
- Jean Pierre Reguerraz como DT Sanguinetti
- Tatiana Espinoza como Zoila
- Gilberto Torres como Rafael
- Jorge Rodríguez Paz como Armando
- Maricarmen Valencia como Yoselin
- Edwin Vásquez como Lucho
- Nidia Bermejo como Yuli
- Luis Ramírez como Ramírez
- Karen Dejo como La Mujer Eléctrica
- Carlos Mesta como Don Mario
- Miguel Iza como El loco del clavo
- Ramón García como Policía Ramón

## Recepción
El crítico César Bedón, de RPP, calificó la película de 2.5/5 estrellas, en que elogió su mayor "choledad" en algunas escenas a pesar de su formato de cine argentino.

## Premios y distinciones
Festival Internacional de Cine de Venecia
| Año  | Categoría             | Resultado | Referencias |
| ---- | --------------------- | --------- | ----------- |
| 2006 | Premio Venice Authors | Ganador   | [ 5 ] [ 6 ] |